# Джоллифф, Реймонд, 5-й барон Хилтон
Реймонд Херви Джоллифф, 5-й барон Хилтон (англ. Raymond Hervey Jolliffe, 5th Baron Hylton; род. 13 июня 1932) — британский пэр и землевладелец. Являлся одним из 92 наследственных пэров, оставшихся в Палате лордов после принятия Закона Палаты лордов 1999 года.

## Ранняя жизнь
Родился 13 июня 1932 года. Старший сын Уильяма Джоллиффа, 4-го барона Хилтона (1898—1967), и леди Пердиты Роуз Мэри Асквит (1910—1996), дочери Кэтрин и Рэймонда Асквит, сестре Джулиана Асквита, 2-го графа Оксфорда и Асквита и, таким образом, внучке бывшего премьер-министра Герберта Генри Асквита. Он получил образование в Итонском колледже в Беркшире и Тринити-колледже в Оксфорде, где в 1955 году получил степень магистра истории искусств. В 1951—1952 годах он служил в Колдстримской гвардии, а в 1967 году унаследовал титул своего отца.

## Карьера
Рэймонд Джоллифф был помощником личного секретаря генерал-губернатора Канады между 1960 и 1962 годами. С 1962 года он был членом Общества Эббейфилда, Католического общества содействия жилищному строительству, Лондонского центра содействия жилищному строительству, Национальной федерации жилищных ассоциаций, Mencap, Фонда альтернатив, Фонда Хью Уитема и Акции вокруг Вифлеемских детей с ограниченными возможностями (ABCD). Он работал в Age Concern, L’Arche Ltd а также местная предпринимательская группа Мендипа Вансдайка. С 1988 года он является президентом Североирландской ассоциации по уходу и переселению правонарушителей. Он является членом благотворительного фонда жилищных ассоциаций и дальновидного мышления.
Как член Палаты лордов, он работал для продвижения мирных переговоров на Ближнем Востоке и Ирландии среди другой работы. Однажды он заявил, что сожалеет «очень сильно, что прекрасное старое английское и французское слово» гей «в моей жизни было присвоено небольшим, но вокальным меньшинством населения. В результате оно больше не может использоваться в своем первоначальном и довольно восхитительном значении».
27 июля 2023 года барон Хилтон объявил о своём уходе из палаты лордов, после его отставки были назначены дополнительные выборы в Палату лордов.

## Филантропия
Барон Хилтон является попечителем Acorn Christian Healing Trust и вице-председателем Partners in Hope. С 1993 по 2001 год он был председателем Трастового фонда Святого Франциска и Святого Сергия. Он также является попечителем и губернатором Учебного центра Аммердаун в Аммердаун-хаусе, Килмерсдон, недалеко от Бата, который остается семейным резиденцией. В 1960 году он был назначен адъюнктом Королевского института дипломированных геодезистов, а в 1994 году получил почетную докторскую степень Университета Саутгемптона.

## Личная жизнь
29 июня 1966 года достопочтенный Реймонд Джоллифф женился на Джоанне де Бертодано, дочери Эндрю Рамона Далзелла де Бертодано и леди Мэри Элспет Сильвии Сэвил, внучке 6-го графа Мексборо. У них есть дочь и четверо сыновей:
- Достопочтенный Уильям Генри Мартин Джоллифф (род. 1 апреля 1967), старший сын и наследник баронства. С 2015 года женат на докторе Пиа Марии Воглер (род. 1980), от брака с которой у него трое детей;
- Достопочтенный Эндрю Томас Питер Джоллифф (29 июня 1969 — 24 октября 2022);
- Достопочтенный Александр Джон Чарльз Мартин Джоллифф (род. 10 февраля 1973), с 2000 года женат на Хелен Арчер;
- Достопочтенная Эмили Сильвия Роуз Элизабет Джоллифф (род. 14 марта 1975), замужем за Россом Томпсоном;
- Достопочтенный Джон Эдвард Артур Джоллифф (род. 7 декабря 1977).